# 22 avril dans les chemins de fer
22 mars 22 mai
Chronologies thématiques
- Croisades
- Sports
- Disney

Cette page concerne les événements qui se sont déroulés un 22 avril dans les chemins de fer.

## Événements

### XIXesiècle
- 1845.  France :   ordonnance du Roi portant autorisation de la Compagnie d’exploitation du chemin de fer de Montpellier à Nîmes.
- 1857, France : mise en service de l'exploitation régulière de la dernière partie, sur une voie unique, entre Toulouse et Sète (dont le nom est orthographié Cette à l'époque), de sa ligne de Bordeaux à Sète, par la Compagnie des chemins de fer du Midi et du Canal latéral à la Garonne[1].
- 1860, Brésil : Inauguration de la ligne Porto do Caixas-Cacheiroa (E.F. Cantagallo)

### XXesiècle
- 1998, France : publication du rapport Lelong qui analyse les dysfonctionnements de la SNCF dans la réalisation de la LGV Nord à la suite de la révélation d'ententes entre les entreprises de travaux publics et de corruption de certains agents de l'établissement public.

### XXIesiècle
- 2024, États-Unis : début du chantier pour la ligne de train de grande vitesse Brightline West reliant Los Angeles à Las Vegas devant entrer en service en 2028[2].